# Derecho, Ambiente y Recursos Naturales (DAR)
Derecho, Ambiente y Recursos Naturales (DAR) es una organización sin ánimo de lucro, creada en el año 2004 con sede principal en la ciudad de Lima. Se enfoca en el ámbito de derecho y política, con el objetivo principal de fomentar la adecuada gestión gubernamental en respaldo al progreso sostenible en la región amazónica de Perú.
DAR lleva a cabo sus actividades mediante tres programas distintos: el programa Amazonía, el programa Ecosistemas y Derechos, y el programa de Gestión Socio-Ambiental e Inversiones. Además, tienen una oficina descentralizada en Loreto.  Aunque cuentan con un Plan Estratégico 2013-2017, trabajan de manera sinérgica tanto en la programación como en las operaciones, manteniendo un enfoque integral que abarca aspectos sociales, ambientales y económicos.
La misión de DAR es estar comprometios con la construcción de la gobernanza, el desarrollo sostenible y la promoción de los derechos indígenas en la Amazonía. Su visión es lograr una Amazonía con bienestar y equidad socio-ambiental.